# Prodecatoma couridae
Prodecatoma couridae är en stekelart som beskrevs av Cameron 1913. Prodecatoma couridae ingår i släktet Prodecatoma och familjen kragglanssteklar.
Artens utbredningsområde är Guyana. Inga underarter finns listade i Catalogue of Life.